# Al-Damiri
Kamal al-Din Muhammad ibn Musa al-Damiri (1344 - 1405) fue un escritor egipcio de derecho canónico y de historia natural.
Perteneció a uno de los dos pueblos llamados Damira cerca de Damieta y pasó su vida en Egipto. Después de haber estudiado en la escuela de derecho Shafi'i, fue profesor de tradición en El Cairo y también en la mezquita Al-Azhar, donde escribió un comentario sobre el "Minhaj al-Talibin" de Al-Nawawi.
Sin embargo, Al-Damiri fue más conocido en la historia de la literatura por su obra titulada "Hayat al-Hayawan" (literalmente, La vida de los animales), una obra muy extensa que trata sobre los 931 animales mencionados en el Corán, así como de las tradiciones, la literatura poética y los proverbios árabes. El trabajo es una compilación de más de 500 escritores de prosa y cerca de 200 poetas. La ortografía correcta de los nombres de los animales se da con una explicación de sus significados. El uso de los animales en la medicina, la licitud o ilicitud de sus alimentos y su posición en el folclore son los principales temas tratados, mientras que de vez en cuando introduce secciones pequeñas de historia política. El trabajo existe en tres ediciones. La más completa ha sido publicada varias veces en Egipto, mientras que una media y otra de breve existen en manuscrito.